# Sibirisk katt
Sibirisk katt, även kallad sibirisk skogskatt, är en storvuxen raskatt från Ryssland med päls som påminner om Maine Coon och norsk skogkatt, med vilken den sannolikt är nära besläktad. I Sverige väger hanarna normalt 4,5–6 kg och honorna 3–5 kg. Likt många stora kattraser utvecklas den långsamt och är inte helt fullvuxen förrän vid fem års ålder. Den sibiriska katten klassas som semilånghårig och ska ha en välutvecklad krage och svans, hårtofsar mellan tårna och god öronbehåring. Pälsen består av en tät underpäls, med längre täckhår som är vattenavstötande och känns något hårda vid beröring. På en sibirisk katt är pälsen längst i kragen kring halsen, på bringan, på låren och på svansen. Sommarpälsen är betydligt kortare än vinterpälsen.
Alla färger och vita tecken är tillåtna av FIFe och de nordiska independentklubbarna utom maskade, choklad- och lilafärgade. Det finns dock en maskad variant, neva masquerade.
Det har hävdats av uppfödare att sibirisk katt är hypoallergen (mindre allergiframkallande) än andra katter. Det kan bero på att de flesta sibiriska katter producerar mindre Fel d 1, ett protein som står för över 80 procent av alla allergiska reaktioner mot katter. Men för att veta om man som allergiker klarar av en sibirisk katt eller inte måste man prova. Det finns inga säkra medicinska vetenskapliga bevis för att rasen är mindre allergiframkallande.

## Historia
Katten finns i Ryssland, bland annat i Sankt Petersburg-området, och de västeuropeiska sibiriska katterna härstammar därifrån. Kattrasens verkliga ursprung är okänt, men det finns en teori om att katterna togs med till Sibirien av ryska nybyggare. Rasen ska sedan ha utvecklats antingen genom att de parat sig med inhemska vildkatter eller att de anpassat sig till det hårda klimatet och på så sätt utvecklade en lång, tät och vattenavstötande päls.
Den sibiriska katten blev godkänd som ras i FIFe 1998, och år 2000 importerades de första sibiriska katterna till Sverige. År 2020 fanns det 1 646 registrerade sibiriska katter hos Sveriges Kattklubbars Riksförbund (SVERAK).

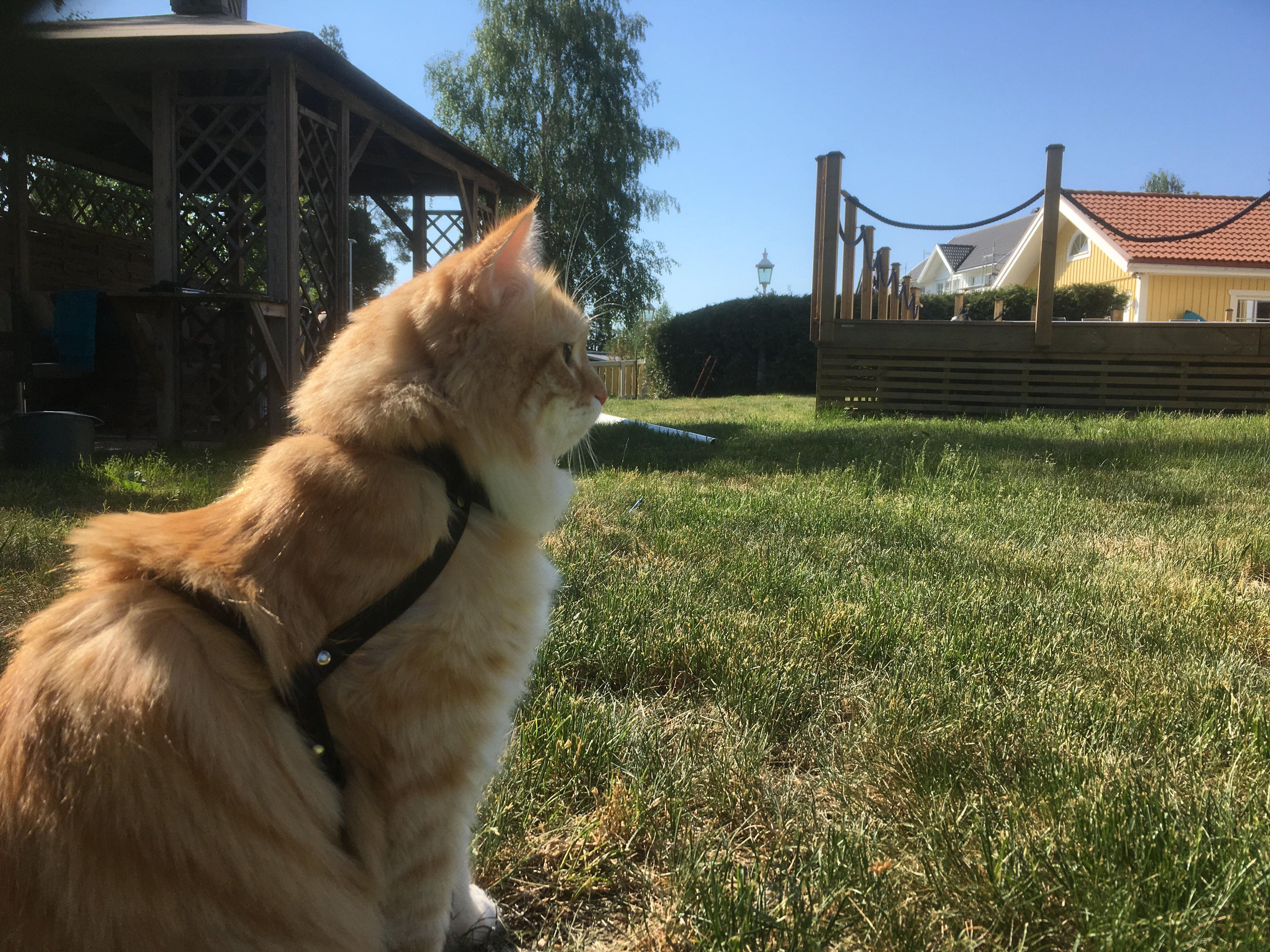
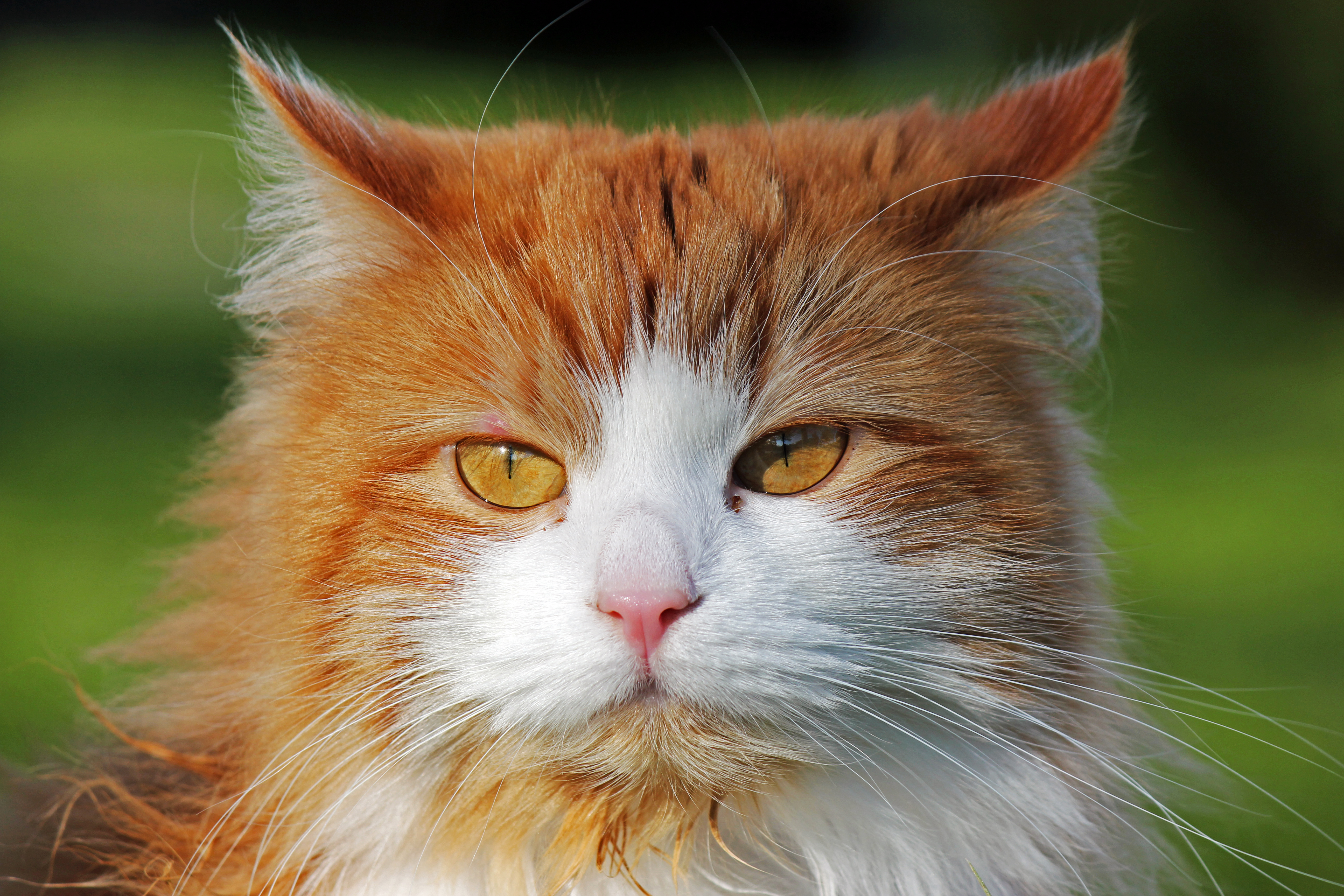